# Indígenas pampas
Pampas fue la denominación que dieron los españoles a diferentes etnias aborígenes que poblaban la región pampeana de la actual Argentina. Es posible que sean los querandíes, llamados así por sus vecinos los guaraníes y el misionero jesuita inglés Thomas Falkner en su obra publicada en 1774, A description of Patagonia and the adjoining parts of South America, los incluyó como uno de los grupos integrantes de los "hets", aclarando que los diuihets y los taluhets eran conocidos por los españoles como pampas.
Los pampas propiamente dichos pertenecían al conjunto pámpido, conformado por distintos pueblos nómades y que hablaban diferentes lenguas, en especial los tehuelches septentrionales. 
A partir del siglo XVI y hasta el siglo XIX diferentes parcialidades de mapuches y de pehuenches se expandieron desde la cordillera de los Andes hacia el este produciendo el proceso de araucanización de gran parte de ellos, así surgieron los a veces llamados "pampas araucanizados" o "pampas mapuchizados".

## Descripción y clasificación y tipo de Vida

Par de indígenas pampas en la ciudad de Buenos Aires según Emeric Essex Vidal, 1818.

Pampa es un vocablo pampeano proveniente del quechua originario del Imperio incaico, luego hibridado con el plural castellano que los españoles dieron a los indígenas que habitaron las extensas llanuras de la región pampeana de las actuales provincias de Buenos Aires, Córdoba, Santa Fe y San Luis, todas de Argentina.
Es así que se suele clasificar a los pampas como «pampas antiguos» y «pampas araucanizados». 
Los primeros corresponden tal vez a los querandíes y a los tehuelches en sentido amplio, aborígenes a quienes Falkner, a partir del siglo XVIII, dio el nombre de hets. En tanto que los segundos corresponden a esos mismos primeros grupos luego del proceso de mezcla y aculturación con los mapuches, denominado araucanización, abarcando también a los pehuenches, a los puelches o tehuelches septentrionales y a los ranqueles. 

Indígenas pampa según Charles Henri Pellegrini, c. 1841.

Los "pampas araucanizados" eran los nativos de gran parte de las tierras halladas al sur del río Salado del sur con los que se encontró el Estado argentino, cuando ya independizado comenzó con sus intentos de dominar las zonas pampeanas y patagónicas proclamadas como propias y que aún no se encontraban bajo su dominio, más allá de los "fuertes" que había en ciertos puntos del "desierto". "Desierto" es la palabra con la que se denominaba a toda esa extensa zona bajo dominio indígena que coincidiría con todo lo que actualmente provincias de la Patagonia: la provincia de La Pampa, la mitad sur de San Luis, la mitad sur de Mendoza y todo el interior de la provincia de Buenos Aires situada al sur del mencionado río Salado.
En quechua, el término pampa (o bamba) significa llanura, en especial llanura entre montañas. De esta forma, los españoles que bajaron en el siglo XVI desde la región andina llamaron así a las grandes llanuras sin árboles importantes que existen en el centro del Cono Sur. Por metonimia, así también llamaron a los aborígenes que en ellas habitaban: los pampas.
El uso de este término puede dar lugar al equívoco de creer que su idioma era el quechua. No se conoce bien la lengua de los «pampas antiguos», aunque algunas palabras de los querandíes sugieren que podría haber sido similar al idioma puelche, y los del siglo XIX utilizaban varios dialectos del mapudungun y gününa yajüch o puelche, siendo abundantes los individuos bi o trilingües.

## Influencia de los mapuches
Desde antes de mediados del siglo XVIII hubo una importante actividad comercial y de intercambio de productos entre los habitantes nativos de las llanuras pampeanas y las sierras de la actual provincia de Buenos Aires, los de la Patagonia septentrional y los de ambas márgenes de la cordillera de los Andes. Existían dos ferias muy importantes en el Kayrú (o "Cayrú") y en Chapaleofú. En estas ferias, llamadas "ferias de los ponchos" por los jesuitas de la época que las registraron (como Thomas Falkner), se intercambiaban diversos tipos de productos: desde productos ganaderos y de la agricultura hasta vestimentas tales como ponchos. El Kayrú (o Cayrú) se hallaba casi en la zona más occidental de la Sistema de Tandilia (en territorio del actual Partido de Olavarría) y Chapaleofú hace referencia a las inmediaciones del arroyo homónimo, situado en el actual partido de Tandil, ambos municipios o partidos se sitúan en el interior de la actual provincia de Buenos Aires. Es así como, a partir de estos movimientos de personas para el intercambio de productos se produjo, desde antes de mediados del siglo XVIII comienza a haber cierto intercambio cultural entre distintos pueblos que habitaban desde la pampa húmeda, pasando por la Patagonia septentrional y hasta la zona inmediata a la Cordillera de Los Andes (tanto en su margen oriental como occidental) hasta la costa del Océano Pacífico. Este es el comienzo del intercambio cultural y los movimientos migratorios, entre los distintos pueblos entre los cuales cabe mencionar a los Tehuelches, los ranqueles y los mapuches.
La influencia mapuche tiene su origen en lo anteriormente mencionado, ya que partiendo de fines de comercio y alianzas, se terminó produciendo una gran influencia cultural sobre los tehuelches y otros pueblos, al punto que se la denomina "mapuchización" o "araucanización" de las Pampas y la Patagonia. Buena parte de los tehuelches (entre los cuales uno de los subgrupos son los "pampas" o tehuelches septentrionales) adoptaron muchas de las costumbres y el idioma mapuche, mientras los mapuches adoptaban parte del modo de vida tehuelche (tal como lo de vivir en tolderías) y con ello se difuminaron las diferencias entre ambos grupos, al punto que sus descendientes se refieren a sí mismos como mapuche-tehuelches.

## Descendientes actuales
La Encuesta Complementaria de Pueblos Indígenas (ECPI) 2004-2005, complementaria del Censo Nacional de Población, Hogares y Viviendas 2001 de Argentina, dio como resultado que se reconocieron o descienden en primera generación del pueblo pampa 1585 personas en Argentina.
El Censo Nacional de Población de 2010 en Argentina reveló la existencia de 22 022 personas que se autorreconocieron como pampas en todo el país, 10 136 de los cuales en el interior de la provincia de Buenos Aires, 5694 en el Gran Buenos Aires, 1367 en la ciudad de Buenos Aires, 1222 en la provincia de La Pampa, 509 en la de San Luis, 316 en la de Río Negro y 218 en la del Chubut.